# Liste von Terroranschlägen in China
Die Liste von Terroranschlägen in China beinhaltet eine Übersicht über in China verübte Terroranschläge.

## Erläuterung
In der Spalte Politische Ausrichtung ist die politische bzw. weltanschauliche Einordnung der Täter angegeben: faschistisch, rassistisch, nationalistisch, nationalsozialistisch, sozialistisch, kommunistisch, antiimperialistisch, islamistisch (schiitisch, sunnitisch, deobandisch, salafistisch, wahhabitisch), hinduistisch. Bei vorrangig auf staatliche Unabhängigkeit oder Autonomie zielender Ausrichtung ist autonomistisch vorangestellt, gefolgt von der Region oder der Volksgruppe und ggf. weiteren Merkmalen der Täter: armenisch, irisch (katholisch), kurdisch, tirolisch, tschetschenisch, dagestanisch, punjabisch (sikhistisch), palästinensisch.
Die Opferzahlen der Anschläge werden farbig dargestellt:

Die Zahl bei den Anschlägen getöteter/verletzter Täter ist in Klammern ( ) gesetzt.

## 1989
| Datum/Beginn  | Ort      | Artikel/Quelle(n) | Täter | Politische Ausrichtung | Mittel      | Ziel         | Tote | Verletzte | Hintergrund |
| ------------- | -------- | ----------------- | ----- | ---------------------- | ----------- | ------------ | ---- | --------- | ----------- |
| 26. Juni 1989 | Shanghai | [ 1 ]             |       |                        | Sprengstoff | Passagierzug | 20   | 11        |             |

## 1992
| Datum/Beginn     | Ort    | Artikel/Quelle(n) | Täter                    | Politische Ausrichtung | Mittel      | Ziel | Tote | Verletzte | Hintergrund       |
| ---------------- | ------ | ----------------- | ------------------------ | ---------------------- | ----------- | ---- | ---- | --------- | ----------------- |
| 05. Februar 1992 | Ürümqi | [ 2 ]             | Muslimische Separatisten | autonomistisch         | Sprengstoff | Bus  | 6    | 20        | Xinjiang-Konflikt |

## 1994
| Datum/Beginn       | Ort    | Artikel/Quelle(n) | Täter | Politische Ausrichtung | Mittel                      | Ziel | Tote | Verletzte | Hintergrund |
| ------------------ | ------ | ----------------- | ----- | ---------------------- | --------------------------- | ---- | ---- | --------- | ----------- |
| 20. September 1994 | Peking | [ 3 ]             |       |                        | Automatische Schusswaffe(n) |      | 14   | 80        |             |

## 1995
| Datum/Beginn      | Ort      | Artikel/Quelle(n) | Täter | Politische Ausrichtung | Mittel      | Ziel       | Tote | Verletzte | Hintergrund |
| ----------------- | -------- | ----------------- | ----- | ---------------------- | ----------- | ---------- | ---- | --------- | ----------- |
| 14. Januar 1995   | Kunming  | [ 4 ]             |       |                        | Sprengstoff | Kaufhaus   | 1    | 98        |             |
| 03. Dezember 1995 | Shenzhen | [ 5 ]             |       |                        |             | Zivilisten | 4    | 100       |             |

## 1996
| Datum/Beginn       | Ort    | Artikel/Quelle(n) | Täter | Politische Ausrichtung | Mittel      | Ziel | Tote | Verletzte | Hintergrund |
| ------------------ | ------ | ----------------- | ----- | ---------------------- | ----------- | ---- | ---- | --------- | ----------- |
| 29. September 1996 | Santai | [ 6 ]             |       |                        | Sprengstoff | Kino | 11   | 97        |             |

## 1997
| Datum/Beginn     | Ort    | Artikel/Quelle(n) | Täter                   | Politische Ausrichtung   | Mittel        | Ziel              | Tote | Verletzte | Hintergrund       |
| ---------------- | ------ | ----------------- | ----------------------- | ------------------------ | ------------- | ----------------- | ---- | --------- | ----------------- |
| 25. Februar 1997 | Ürümqi | [ 7 ] [ 8 ] [ 9 ] | Uigurische Separatisten | autonomistisch-uigurisch | 3 Sprengsätze | 3 Busse           | 9    | 74        | Xinjiang-Konflikt |
| 07. März 1997    | Peking | [ 10 ]            |                         |                          | Sprengstoff   | Bus               | 2    | 30        |                   |
| 01. Oktober 1997 | Kuytun | [ 11 ]            | Uigurische Separatisten | autonomistisch-uigurisch | Sprengstoff   | Regierungsgebäude | 22   | 0         | Xinjiang-Konflikt |

## 1998
| Datum/Beginn     | Ort   | Artikel/Quelle(n) | Täter | Politische Ausrichtung | Mittel     | Ziel        | Tote | Verletzte | Hintergrund |
| ---------------- | ----- | ----------------- | ----- | ---------------------- | ---------- | ----------- | ---- | --------- | ----------- |
| 14. Februar 1998 | Wuhan | [ 12 ]            |       |                        | Sprengsatz | Bus         | 50   |           |             |
| 08. Mai 1998     | Gulja | [ 13 ]            |       |                        | Gift       | Grundschule | 0    | 150       |             |

## 1999
| Datum/Beginn  | Ort     | Artikel/Quelle(n) | Täter | Politische Ausrichtung | Mittel     | Ziel | Tote | Verletzte | Hintergrund |
| ------------- | ------- | ----------------- | ----- | ---------------------- | ---------- | ---- | ---- | --------- | ----------- |
| 24. Juni 1999 | Chengdu | [ 14 ]            |       |                        | Sprengsatz | Bus  | 1    | 50        |             |

## 2001
| Datum/Beginn      | Ort   | Artikel/Quelle(n) | Täter | Politische Ausrichtung | Mittel     | Ziel                           | Tote | Verletzte | Hintergrund |
| ----------------- | ----- | ----------------- | ----- | ---------------------- | ---------- | ------------------------------ | ---- | --------- | ----------- |
| 14. Dezember 2001 | Xi’an | [ 15 ]            |       |                        | Sprengsatz | McDonald’s-Filiale, Zivilisten | 2    | 27        |             |

## 2008
| Datum/Beginn    | Ort     | Artikel/Quelle(n) | Täter | Politische Ausrichtung | Mittel     | Ziel            | Tote | Verletzte | Hintergrund |
| --------------- | ------- | ----------------- | ----- | ---------------------- | ---------- | --------------- | ---- | --------- | ----------- |
| 13. März 2008   | Qinzhou | [ 16 ]            |       |                        | Sprengsatz | Bar, Zivilisten | 2    | 36        |             |
| 11. Juni 2008   | Yiwu    | [ 17 ]            |       |                        | Sprengsatz | Zivilisten      | 1    | 35        |             |
| 17. August 2008 | Peking  | [ 18 ]            |       |                        | Autobombe  | Kontrollpunkt   | 0    | 20        |             |

## 2009
| Datum/Beginn  | Ort    | Artikel/Quelle(n) | Täter | Politische Ausrichtung | Mittel                                      | Ziel                       | Tote | Verletzte | Hintergrund       |
| ------------- | ------ | ----------------- | ----- | ---------------------- | ------------------------------------------- | -------------------------- | ---- | --------- | ----------------- |
| 05. Juli 2009 | Ürümqi | [ 19 ]            |       |                        | Messer, Schlagstöcke, Steine, Brandstiftung | Han-Chinesische Zivilisten | 184  |           | Xinjiang-Konflikt |

## 2011
| Datum/Beginn  | Ort      | Artikel/Quelle(n) | Täter                              | Politische Ausrichtung   | Mittel      | Ziel       | Tote   | Verletzte | Hintergrund       |
| ------------- | -------- | ----------------- | ---------------------------------- | ------------------------ | ----------- | ---------- | ------ | --------- | ----------------- |
| 30. Juli 2011 | Kaschgar | [ 20 ]            | vermutlich Uigurische Separatisten | autonomistisch-uigurisch | Lkw, Messer | Zivilisten | 7 (+1) | 22        | Xinjiang-Konflikt |

## 2013
| Datum/Beginn     | Ort      | Artikel/Quelle(n)                                | Täter | Politische Ausrichtung                                                                                         | Mittel                   | Ziel                                                                                    | Tote     | Verletzte | Hintergrund       |
| ---------------- | -------- | ------------------------------------------------ | ----- | --- | ------------------------ | --------------------------------------------------------------------------------------- | -------- | --------- | ----------------- |
| 26. Juni 2013    | Xinjiang | [ 21 ] [ 22 ] [ 23 ] [ 24 ] [ 25 ] [ 26 ] [ 27 ] |       | | Brandstiftung, Messer    | Polizeistation, Schönheitssalon, Geschäft, Baustelle, Regierungsgebäude, Polizeigebäude | 24 (+11) | 16 (+5)   | Xinjiang-Konflikt |
| 28. Oktober 2013 | Peking   | [ 28 ]                                           | TIM   | autonomistisch, uigurisch-nationalistisch, sunnitisch-islamistisch, islamisch-fundamentalistisch, panislamisch | Fahrzeug, Messer, Benzin | Tian’anmen-Platz                                                                        | 2 (+3)   | 40        | Xinjiang-Konflikt |

## 2014
| Datum/Beginn       | Ort      | Artikel/Quelle(n)           | Täter                   | Politische Ausrichtung                                                                                         | Mittel                                  | Ziel                                                     | Tote     | Verletzte | Hintergrund       |
| ------------------ | -------- | --------------------------- | ----------------------- | --- | --------------------------------------- | -------------------------------------------------------- | -------- | --------- | ----------------- |
| 01. März 2014      | Kunming  | Massaker im Bahnhof Kunming | Uigurische Separatisten | autonomistisch-uigurisch                                                                                       | Messer                                  | Bahnhof                                                  | 29 (+4)  | 143       | Xinjiang-Konflikt |
| 30. April 2014     | Ürümqi   | [ 30 ]                      | ETIM                    | autonomistisch, uigurisch-nationalistisch, sunnitisch-islamistisch, islamisch-fundamentalistisch, panislamisch | 2 Selbstmordattentäter                  | Bahnhof                                                  | 1 (+2)   | 79        | Xinjiang-Konflikt |
| 22. Mai 2014       | Ürümqi   | [ 31 ]                      | Uigurische Separatisten | autonomistisch-uigurisch                                                                                       | 5 Selbstmordattentäter mit 2 Autobomben | Markt                                                    | 31 (+5)  | 94        | Xinjiang-Konflikt |
| 28. Juli 2014      | Xinjiang | [ 32 ] [ 33 ]               | ETIM                    | autonomistisch, uigurisch-nationalistisch, sunnitisch-islamistisch, islamisch-fundamentalistisch, panislamisch | Messer, Äxte                            | Fahrzeuge, Regierungsgebäude, Polizeistation, Zivilisten | 37 (+59) | 13        | Xinjiang-Konflikt |
| 21. September 2014 | Bügür    | [ 34 ] [ 35 ] [ 36 ] [ 37 ] | Uigurische Separatisten | autonomistisch-uigurisch                                                                                       | 4 Sprengsätze                           | Geschäft, Markt, Polizeistationen, Zivilisten            | 10 (+40) | 54        | Xinjiang-Konflikt |
| 12. Oktober 2014   | Xinjiang | [ 38 ]                      | Uigurische Separatisten | autonomistisch-uigurisch                                                                                       | Sprengsätze, Messer                     | Bauernmarkt, Polizisten                                  | 18 (+4)  | 24        | Xinjiang-Konflikt |

## 2015
| Datum/Beginn       | Ort      | Artikel/Quelle(n) | Täter                   | Politische Ausrichtung   | Mittel               | Ziel                      | Tote   | Verletzte | Hintergrund       |
| ------------------ | -------- | ----------------- | ----------------------- | ------------------------ | -------------------- | ------------------------- | ------ | --------- | ----------------- |
| 20. Juli 2015      | Heze     | [ 39 ]            |                         |                          | Selbstmordattentäter | Park                      | 2 (+1) | 23        |                   |
| 18. September 2015 | Xinjiang | [ 40 ]            | Uigurische Separatisten | autonomistisch-uigurisch | Messer               | Bergwerk, Polizeifahrzeug | 50     |           | Xinjiang-Konflikt |

## 2017
| Datum/Beginn  | Ort     | Artikel/Quelle(n) | Täter | Politische Ausrichtung | Mittel               | Ziel         | Tote   | Verletzte | Hintergrund |
| ------------- | ------- | ----------------- | ----- | ---------------------- | -------------------- | ------------ | ------ | --------- | ----------- |
| 15. Juni 2017 | Jiangsu | [ 41 ]            |       |                        | Selbstmordattentäter | Kindergarten | 7 (+1) | 65        |             |

## 2018
| Datum/Beginn       | Ort      | Artikel/Quelle(n) | Täter       | Politische Ausrichtung | Mittel           | Ziel       | Tote | Verletzte | Hintergrund |
| ------------------ | -------- | ----------------- | ----------- | ---------------------- | ---------------- | ---------- | ---- | --------- | ----------- |
| 12. September 2018 | Hengdong | [ 42 ]            | Yang Zanyun |                        | Fahrzeug, Messer | Zivilisten | 15   | 43        |             |